# Johan Salvator van Oostenrijk

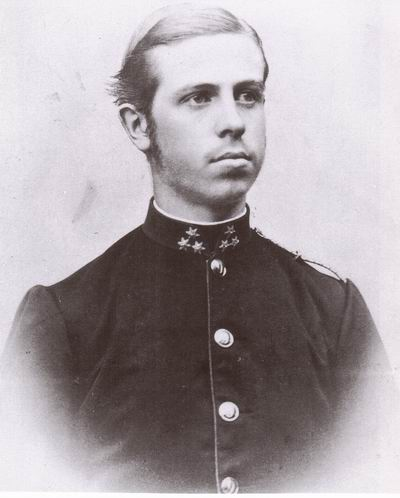
Aartshertog Johan Salvator

Johan Salvator van Oostenrijk-Toscane (Florence, 25 november 1852 - vermoedelijk nabij Kaap Hoorn, vermist sinds 1890, in 1911 doodverklaard), was een Oostenrijkse aartshertog uit het huis Habsburg uit de linie Toscane.

## Leven
Johan Salvator van Oostenrijk-Toscane was de jongste zoon van Leopold II van Toscane uit diens tweede huwelijk, met Maria van Bourbon-Sicilië. Hij maakte carrière in het Oostenrijkse leger en was nauw bevriend met de Oostenrijkse kroonprins Rudolf, met wie hij eenzelfde liberale visie deelde.
In 1886 mengde hij zich - tot grote ergernis van de keizer Frans Jozef I van Oostenrijk - in de opvolgingsstrijd in Bulgarije. Alexander I van Bulgarije was in dat jaar afgezet en het leek Johann Salvator wel een goed idee als hij hem zou opvolgen. De troon ging uiteindelijk aan hem voorbij. Ferdinand van Saksen-Coburg-Gotha werd gekozen als opvolger van Alexander.
Tijdens de Oostenrijk-Hongaarse bezetting van het tot dan toe Ottomaanse Bosnië en Herzegovina, was hij commandant van de Oostenrijkse troepen. Daarna stokte, mede onder invloed van het mislukte Bulgaarse avontuur, zijn militaire carrière. Hij leek voorbestemd om de rest van zijn leven te slijten als werkloos aartshertog. Dat stond hem bijzonder tegen. In 1889 schreef hij een brief op poten aan de Oostenrijkse keizer, waarin hij zijn functies neerlegde, evenals de titels en voorrechten verbonden met zijn lidmaatschap van het Oostenrijkse keizerlijke huis. De keizer schreef hem vier dagen later in een handgeschreven brief dat dat in orde was. Hij ontnam Johann Salvator zijn apanage en verbood hem zich ooit in Oostenrijk-Hongarije te laten zien. Johann Salvator nam de naam Johann Orth aan, naar een slot dat hij aan de Traunsee bezat. Hij vestigde zich aanvankelijk in Londen.

## Verdwijning
Hij trouwde vervolgens met de opera-danseres Milly Stubel met wie hij - tot ergernis van de keizer - al jarenlang een openlijke verhouding had. Hij kocht in Groot-Brittannië een vrachtschip, de Santa Margaretha met het doel zich te gaan toe leggen op de grote vaart. Zijn eerste vervoer betrof beton, dat hij van Engeland naar Argentinië vervoerde. In 1890 voer hij met zijn vrouw van Montevideo richting Valparaíso. Daarna werd nooit meer iets van hem vernomen. Naar men vermoedt is hij met zijn schip en de volledige bemanning vergaan in een orkaan ter hoogte van de Kaap Tres Puntas in de nabijheid van Kaap Hoorn. Er waren ook geruchten dat hij gewoon nog in leven was en in Zuid-Amerika zou wonen. In 1911 werd hij officieel doodverklaard.

## Erfeniskwestie
De versie over het overlijden van Johan Salvator is echter in tegenspraak met die van Henrik Danielsen en Johan Köhler-Nilsen. Volgens deze heeft de Habsburgse telg Johan Salvator destijds in Noorwegen een nieuw leven opgebouwd als Hugo Kohler. Op zijn sterfbed (1945) zou Hugo Kohler zijn kinderen hebben verteld dat hij de voormalige aartshertog Johann Salvator was. Het is in ieder geval zeker dat Johan Salvator in 1881 in Hamburg voor veel geld, de legitimatiepapieren heeft gekocht van de cartograaf Hugo Köhler. Köhler had het geld nodig om in Egypte te kunnen genezen van tuberculose. Volgens de aantekeningen in zijn woonplaats Eilenburg in de Duitse deelstaat Saksen stierf Köhler in Egypte. In de jaren na 1890 reisde een man meerdere malen met Köhlers papieren door Noord-Duitsland en Scandinavië, om zich vervolgens te vestigen in Kristiansand, Noorwegen. 

De in Noorwegen geboren Henrik Danielsen (geboren 1970) en Frans Johan Köhler-Nielsen (geboren in 1927) maken sinds 2007 aanspraak op de erfenis van Johan Salvator Johann Orth. Tijdens een gezamenlijke lunch in juni 2008 met aartshertog Markus prins van Toscane, aartshertog Johann prins van Toscane en aartshertog Michael prins van Toscane in Gmunden werd overeengekomen dat de aristocratische familie zou meewerken aan een DNA-analyse van hun genetisch materiaal.
In januari 2009, nadat uit het graf van Johann Köhler (Johann Orth) DNA-materiaal genomen was, dreigde het project te mislukken van de Noorse kant in verband met de hoge kosten. Het geëxtraheerde DNA-monster is al onderzocht in Noorwegen. Bewijsvoering is echter niet mogelijk omdat de Habsburgers plots te kennen hebben gegeven niet mee te willen werken aan de steekproef. Uiterlijke Habsburgse kenmerken, zoals de smalle nek, nasale spraak en de laaghangende onderlip, werden bij de vermeende nazaten niet vastgesteld.

## Een andere lezing
Een andere lezing van de lotgevallen van Johan Salvator biedt Cees Fasseur, in de marge van een boekje dat overigens over koningin Wilhelmina handelt. Fasseur, die zich naar eigen zeggen beroept op Burke's standaardwerk Royal Families of the World en Johan Salvator, naar zijn eerste twee doopnamen terecht Johan Nepomuk noemt, stelt dat de prins zich - onder de naam Fred Otten - in Patagonië zou hebben gevestigd, om aldaar een nieuw leven te beginnen.

## Kwartierstaat
| Keizer Leopold II (1747-1792)             | Keizer Leopold II (1747-1792)             | Keizer Leopold II (1747-1792)             | Keizer Leopold II (1747-1792)             | Keizer Leopold II (1747-1792)             | Keizer Leopold II (1747-1792)             |                                       |                                       | Marie Louise van Bourbon (1745-1792)  | Marie Louise van Bourbon (1745-1792)  | Marie Louise van Bourbon (1745-1792) | Marie Louise van Bourbon (1745-1792) | Marie Louise van Bourbon (1745-1792) | Marie Louise van Bourbon (1745-1792) |                                    |                                    | Ferdinand I der Beide Siciliën (1751-1825)   | Ferdinand I der Beide Siciliën (1751-1825)   | Ferdinand I der Beide Siciliën (1751-1825)   | Ferdinand I der Beide Siciliën (1751-1825)   | Ferdinand I der Beide Siciliën (1751-1825)   | Ferdinand I der Beide Siciliën (1751-1825)   |  |  | Maria Carolina van Oostenrijk (1752-1814) | Maria Carolina van Oostenrijk (1752-1814) | Maria Carolina van Oostenrijk (1752-1814) | Maria Carolina van Oostenrijk (1752-1814) | Maria Carolina van Oostenrijk (1752-1814) | Maria Carolina van Oostenrijk (1752-1814) |                                               |                                               | Karel IV van Spanje (1748-1819)               | Karel IV van Spanje (1748-1819)               | Karel IV van Spanje (1748-1819)               | Karel IV van Spanje (1748-1819)               | Karel IV van Spanje (1748-1819)            | Karel IV van Spanje (1748-1819)            |                                        |                                        | Maria Louisa van Parma (1751-1819)        | Maria Louisa van Parma (1751-1819)        | Maria Louisa van Parma (1751-1819)        | Maria Louisa van Parma (1751-1819)        | Maria Louisa van Parma (1751-1819)        | Maria Louisa van Parma (1751-1819)        |  |  |                      |                      |                      |                      |                      |                      |
| Keizer Leopold II (1747-1792)             | Keizer Leopold II (1747-1792)             | Keizer Leopold II (1747-1792)             | Keizer Leopold II (1747-1792)             | Keizer Leopold II (1747-1792)             | Keizer Leopold II (1747-1792)             |                                       |                                       | Marie Louise van Bourbon (1745-1792)  | Marie Louise van Bourbon (1745-1792)  | Marie Louise van Bourbon (1745-1792) | Marie Louise van Bourbon (1745-1792) | Marie Louise van Bourbon (1745-1792) | Marie Louise van Bourbon (1745-1792) |                                    |                                    | Ferdinand I der Beide Siciliën (1751-1825)   | Ferdinand I der Beide Siciliën (1751-1825)   | Ferdinand I der Beide Siciliën (1751-1825)   | Ferdinand I der Beide Siciliën (1751-1825)   | Ferdinand I der Beide Siciliën (1751-1825)   | Ferdinand I der Beide Siciliën (1751-1825)   |  |  | Maria Carolina van Oostenrijk (1752-1814) | Maria Carolina van Oostenrijk (1752-1814) | Maria Carolina van Oostenrijk (1752-1814) | Maria Carolina van Oostenrijk (1752-1814) | Maria Carolina van Oostenrijk (1752-1814) | Maria Carolina van Oostenrijk (1752-1814) |                                               |                                               | Karel IV van Spanje (1748-1819)               | Karel IV van Spanje (1748-1819)               | Karel IV van Spanje (1748-1819)               | Karel IV van Spanje (1748-1819)               | Karel IV van Spanje (1748-1819)            | Karel IV van Spanje (1748-1819)            |                                        |                                        | Maria Louisa van Parma (1751-1819)        | Maria Louisa van Parma (1751-1819)        | Maria Louisa van Parma (1751-1819)        | Maria Louisa van Parma (1751-1819)        | Maria Louisa van Parma (1751-1819)        | Maria Louisa van Parma (1751-1819)        |  |  |                      |                      |                      |                      |                      |                      |
|                                           |                                           |                                           |                                           |                                           |                                           |                                       |                                       |                                       |                                       |                                      |                                      |                                      |                                      |                                    |                                    |                                              |                                              |                                              |                                              |                                              |                                              |  |  |                                           |                                           |                                           |                                           |                                           |                                           |                                               |                                               |                                               |                                               |                                               |                                               |                                            |                                            |                                        |                                        |                                           |                                           |                                           |                                           |                                           |                                           |  |  |                      |                      |                      |                      |                      |                      |
|                                           |                                           |                                           |                                           |                                           |                                           |                                       |                                       |                                       |                                       |                                      |                                      |                                      |                                      |                                    |                                    |                                              |                                              |                                              |                                              |                                              |                                              |  |  |                                           |                                           |                                           |                                           |                                           |                                           |                                               |                                               |                                               |                                               |                                               |                                               |                                            |                                            |                                        |                                        |                                           |                                           |                                           |                                           |                                           |                                           |  |  |                      |                      |                      |                      |                      |                      |
|                                           |                                           |                                           |                                           | Ferdinand III van Toscane (1769-1824)     | Ferdinand III van Toscane (1769-1824)     | Ferdinand III van Toscane (1769-1824) | Ferdinand III van Toscane (1769-1824) | Ferdinand III van Toscane (1769-1824) | Ferdinand III van Toscane (1769-1824) |                                      |                                      |                                      |                                      |                                    |                                    | Louisa Maria van Bourbon-Sicilië (1773-1802) | Louisa Maria van Bourbon-Sicilië (1773-1802) | Louisa Maria van Bourbon-Sicilië (1773-1802) | Louisa Maria van Bourbon-Sicilië (1773-1802) | Louisa Maria van Bourbon-Sicilië (1773-1802) | Louisa Maria van Bourbon-Sicilië (1773-1802) |  |  | Frans I der Beide Siciliën (1777-1830)    | Frans I der Beide Siciliën (1777-1830)    | Frans I der Beide Siciliën (1777-1830)    | Frans I der Beide Siciliën (1777-1830)    | Frans I der Beide Siciliën (1777-1830)    | Frans I der Beide Siciliën (1777-1830)    |                                               |                                               |                                               |                                               |                                               |                                               | Maria Isabella van Bourbon (1789-1848)     | Maria Isabella van Bourbon (1789-1848)     | Maria Isabella van Bourbon (1789-1848) | Maria Isabella van Bourbon (1789-1848) | Maria Isabella van Bourbon (1789-1848)    | Maria Isabella van Bourbon (1789-1848)    |                                           |                                           |                                           |                                           |  |  |                      |                      |                      |                      |                      |                      |
|                                           |                                           |                                           |                                           | Ferdinand III van Toscane (1769-1824)     | Ferdinand III van Toscane (1769-1824)     | Ferdinand III van Toscane (1769-1824) | Ferdinand III van Toscane (1769-1824) | Ferdinand III van Toscane (1769-1824) | Ferdinand III van Toscane (1769-1824) |                                      |                                      |                                      |                                      |                                    |                                    | Louisa Maria van Bourbon-Sicilië (1773-1802) | Louisa Maria van Bourbon-Sicilië (1773-1802) | Louisa Maria van Bourbon-Sicilië (1773-1802) | Louisa Maria van Bourbon-Sicilië (1773-1802) | Louisa Maria van Bourbon-Sicilië (1773-1802) | Louisa Maria van Bourbon-Sicilië (1773-1802) |  |  | Frans I der Beide Siciliën (1777-1830)    | Frans I der Beide Siciliën (1777-1830)    | Frans I der Beide Siciliën (1777-1830)    | Frans I der Beide Siciliën (1777-1830)    | Frans I der Beide Siciliën (1777-1830)    | Frans I der Beide Siciliën (1777-1830)    |                                               |                                               |                                               |                                               |                                               |                                               | Maria Isabella van Bourbon (1789-1848)     | Maria Isabella van Bourbon (1789-1848)     | Maria Isabella van Bourbon (1789-1848) | Maria Isabella van Bourbon (1789-1848) | Maria Isabella van Bourbon (1789-1848)    | Maria Isabella van Bourbon (1789-1848)    |                                           |                                           |                                           |                                           |  |  |                      |                      |                      |                      |                      |                      |
|                                           |                                           |                                           |                                           |                                           |                                           |                                       |                                       |                                       |                                       | Leopold II van Toscane (1797-1870)   | Leopold II van Toscane (1797-1870)   | Leopold II van Toscane (1797-1870)   | Leopold II van Toscane (1797-1870)   | Leopold II van Toscane (1797-1870) | Leopold II van Toscane (1797-1870) |                                              |                                              |                                              |                                              |                                              |                                              |  |  |                                           |                                           |                                           |                                           |                                           |                                           | Maria Antonia van Bourbon-Sicilië (1814-1898) | Maria Antonia van Bourbon-Sicilië (1814-1898) | Maria Antonia van Bourbon-Sicilië (1814-1898) | Maria Antonia van Bourbon-Sicilië (1814-1898) | Maria Antonia van Bourbon-Sicilië (1814-1898) | Maria Antonia van Bourbon-Sicilië (1814-1898) |                                            |                                            |                                        |                                        |                                           |                                           |                                           |                                           |                                           |                                           |  |  |                      |                      |                      |                      |                      |                      |
|                                           |                                           |                                           |                                           |                                           |                                           |                                       |                                       |                                       |                                       | Leopold II van Toscane (1797-1870)   | Leopold II van Toscane (1797-1870)   | Leopold II van Toscane (1797-1870)   | Leopold II van Toscane (1797-1870)   | Leopold II van Toscane (1797-1870) | Leopold II van Toscane (1797-1870) |                                              |                                              |                                              |                                              |                                              |                                              |  |  |                                           |                                           |                                           |                                           |                                           |                                           | Maria Antonia van Bourbon-Sicilië (1814-1898) | Maria Antonia van Bourbon-Sicilië (1814-1898) | Maria Antonia van Bourbon-Sicilië (1814-1898) | Maria Antonia van Bourbon-Sicilië (1814-1898) | Maria Antonia van Bourbon-Sicilië (1814-1898) | Maria Antonia van Bourbon-Sicilië (1814-1898) |                                            |                                            |                                        |                                        |                                           |                                           |                                           |                                           |                                           |                                           |  |  |                      |                      |                      |                      |                      |                      |
|                                           |                                           |                                           |                                           |                                           |                                           |                                       |                                       |                                       |                                       |                                      |                                      |                                      |                                      |                                    |                                    |                                              |                                              |                                              |                                              |                                              |                                              |  |  |                                           |                                           |                                           |                                           |                                           |                                           |                                               |                                               |                                               |                                               |                                               |                                               |                                            |                                            |                                        |                                        |                                           |                                           |                                           |                                           |                                           |                                           |  |  |                      |                      |                      |                      |                      |                      |
|                                           |                                           |                                           |                                           |                                           |                                           |                                       |                                       |                                       |                                       |                                      |                                      |                                      |                                      |                                    |                                    |                                              |                                              |                                              |                                              |                                              |                                              |  |  |                                           |                                           |                                           |                                           |                                           |                                           |                                               |                                               |                                               |                                               |                                               |                                               |                                            |                                            |                                        |                                        |                                           |                                           |                                           |                                           |                                           |                                           |  |  |                      |                      |                      |                      |                      |                      |
| Marie Isabella van Oostenrijk (1834-1901) | Marie Isabella van Oostenrijk (1834-1901) | Marie Isabella van Oostenrijk (1834-1901) | Marie Isabella van Oostenrijk (1834-1901) | Marie Isabella van Oostenrijk (1834-1901) | Marie Isabella van Oostenrijk (1834-1901) |                                       |                                       | Ferdinand IV van Toscane (1835-1906)  | Ferdinand IV van Toscane (1835-1906)  | Ferdinand IV van Toscane (1835-1906) | Ferdinand IV van Toscane (1835-1906) | Ferdinand IV van Toscane (1835-1906) | Ferdinand IV van Toscane (1835-1906) |                                    |                                    | Karel Salvator van Oostenrijk (1839-1892)    | Karel Salvator van Oostenrijk (1839-1892)    | Karel Salvator van Oostenrijk (1839-1892)    | Karel Salvator van Oostenrijk (1839-1892)    | Karel Salvator van Oostenrijk (1839-1892)    | Karel Salvator van Oostenrijk (1839-1892)    |  |  | Maria Louisa van Oostenrijk (1845-1917)   | Maria Louisa van Oostenrijk (1845-1917)   | Maria Louisa van Oostenrijk (1845-1917)   | Maria Louisa van Oostenrijk (1845-1917)   | Maria Louisa van Oostenrijk (1845-1917)   | Maria Louisa van Oostenrijk (1845-1917)   |                                               |                                               | Luigi Salvatore van Oostenrijk (1847-1915)    | Luigi Salvatore van Oostenrijk (1847-1915)    | Luigi Salvatore van Oostenrijk (1847-1915)    | Luigi Salvatore van Oostenrijk (1847-1915)    | Luigi Salvatore van Oostenrijk (1847-1915) | Luigi Salvatore van Oostenrijk (1847-1915) |                                        |                                        | Johan Salvator van Oostenrijk (1852-1890) | Johan Salvator van Oostenrijk (1852-1890) | Johan Salvator van Oostenrijk (1852-1890) | Johan Salvator van Oostenrijk (1852-1890) | Johan Salvator van Oostenrijk (1852-1890) | Johan Salvator van Oostenrijk (1852-1890) |  |  | 3 zusters en 1 broer | 3 zusters en 1 broer | 3 zusters en 1 broer | 3 zusters en 1 broer | 3 zusters en 1 broer | 3 zusters en 1 broer |

## Referentie
Friedrich Weissensteiner, Johann Salvator (Johann Orth) - Der unbotmäßige Erzherzorg, in: ibid, Reformer, Republikaner und Rebellen. Das andere  Haus Habsburg-Lothringen, pag 256-278
1. ↑  Mark Rohrhofer in De Standaard, gedrukte editie, 24 maart 2009
2. ↑  zonen van Hubert Salvator
3. ↑  het verhaal van de Readers Edition
4. ↑  Cees Fasseur, Wilhelmina. Sterker door strijd. Amsterdam, Uitgeverij Balans, 2002, pp.101 e.v.